# Госвиновице
Госвиновице — деревня Нысского повета Опольского воеводства Польши. Входит в состав сельской гмины (волости) Ныса.

## Топоним
Прежнее название — Гесмандорф, в 1939 году стал Großgiesmannsdorf.

## История
В 1945—1954 годах здесь располагалась коммуна Госвиновице.

## Известные уроженцы, жители
Карл Рудольф Фриденталь (нем. Karl Rudolf Friedenthal; 1827, Бреслау — 1890, Гесмандорф (ныне Госвиновице) — прусский политический и государственный деятель, юрист, предприниматель.

## Инфраструктура
Завод по производству биоэтанола «Биоагра» расположен недалеко от железнодорожного вокзала. Завод по производству этанола «Госвиновице» находится в районе Гленбинова и имеет адрес в Гленбинове.

## Транспорт
В деревне есть железнодорожная станция Госвиновице.